# Conrad Schnitzler
Conrad "Conny" Schnitzler (17 de març de 1937 - 4 d'agost de 2011) fou un músic experimental alemany prolífic associat amb el moviment krautrock de la dècada de 1970 d'Alemanya Occidental. Cofundador del Zodiak Free Arts Lab de Berlín Occidental, va ser un dels primers membres de Tangerine Dream (1969–1970) i un fundador de la banda Kluster. Deixà Kluster el 1971, treballant primer amb el seu grup Eruption i després centrant-se en obres en solitari. Schnitzler participà en diverses col·laboracions amb altres músics d'estil electrònic.

## Biografia
Schnitzler va néixer a Düsseldorf. El seu pare era alemany, la seva mare era italiana. Amb la seva dona van tenir tres fills, un dels quals és el Gregor Schnitzler, nascut el 1964 a Berlín, es dedica a director de cinema.
Estudià escultura i música. Essent alumne de Karl Heinz Stockhausen.
Schnitzler, Dieter Moebius i Hans-Joachim Roedelius van formar Kluster el 1969 després que els tres s'haguessin conegut al Zodiak Free Arts Lab. Aquest trio va publicar tres àlbums: Klopfzeichen (1970), Zwei-Osterei (1971) i Eruption (1971). Quan Schnitzler va abandonar el grup, Roedelius i Moebius es van convertir en Clúster. En aquesta època, Schnitzler també es va unir a Tangerine Dream per al seu àlbum debut Electronic Meditation (1970).
Schnitzler va proporcionar la música introductòria de l'EP debut Deathcrush de la banda de black metal noruega Mayhem el 1987, després d'una reunió amb el guitarrista adolescent Euronymous a mitjans dels anys vuitanta. La pista instrumental, titulada "Silvester Anfang", va ser seleccionada aleatòriament de l'arxiu de treballs en curs de Schnitzler. La peça encara es toca a la majoria dels espectacles en directe de la banda. Durant molts anys, Schnitzler va aparèixer als còmics de Matt Howarth (especialment Savage Henry) com a membre de la banda The Bulldaggers. El seu treball de 2006 Moon Mummy és una col·laboració amb Matt Howarth basada en un còmic PDF inclòs en el disc.
Schnitzler va morir d'un càncer d'estómac el 4 d'agost de 2011 a Berlín.

## Discografia
1970
- Electronic Meditation (amb Tangerine Dream)
- Klopfzeichen (amb Kluster)

1971
- Zwei-Osterei (amb Kluster)
- Schwarz (a.k.a. Eruption)

1973
- Rot
- Slowmotion

1974
- Blau
- Work in Progress
- The Red Cassette
- The Black Cassette

1978
- Con

1980
- Auf Dem Schwarzen Kanal (EP)
- Consequenz (amb Wolfgang Seidel (músic))
- Die wandelnde Klangwolke aus Berlin

1981
- Contempora
- Con 3
- Conrad & Sohn (amb Gregor Schnitzler)
- Conal
- Control
- Gelb (reedició "The Black Cassette com a LP)
- Grün
- Context

1982
- Convex
- The Russians Are Coming (EP, amb Peter Baumann)
- Container

1983
- Con 3.3.83

1984
- Con '84

1985
- Con '85

1986
- Concert
- Consequenz II (amb Wolfgang Seidel)
- Micon in Italia (amb Michael Otto)
- Face on Radio (amb Wolfgang Hertz)
- Con '86
- GenCon Productions (amb Gen Ken Montgomery)
- Conversion Day

1987
- Congratulacion
- Contrasts (amb Wolfgang Hertz)
- Black Box 1987
- Contra-Terrene
- Conditions of the Gas Giant
- Deathcrush (Silvester Anfang intro) (amb Mayhem)

1988
- ConGen: New Dramatic Electronic Music (amb Gen Ken Montgomery)
- CS 1 – CS 13: January 1988 – December 1988
- Concho (amb Michael Chocholak)
- GenCon Dramatic (GenCon Live) (amb Gen Ken Montgomery)

1989
- Constellations
- CS 89/1 – CS 89/12: January 1989 – December 1989
- The Cassette Concert (amb Gen Ken Montgomery)

1990
- Kynak (Camma) (amb Giancarlo Toniutti)
- CS 90/1 – CS 90/12: January 1990 – December 1990
- Confidential Tapes
- 00/001 – 00/004: Confidential Tapes

1991
- Contempora 00/014 – 00/031

1992
- Tolling Toggle (amb Jorg Thomasius)
- Tonart Eins (amb Tonart)
- Ballet Statique (reedició de Con)
- Contempora 00/032 – 00/039

1993
- Clock Face (amb Jorg Thomasius)
- Tonart Zwei (amb Tonart)
- Con Brio
- Contempora 00/040 – 00/044

1994
- Blue Glow
- Con Repetizione
- Contempora 00/045 – 00/053

1995
- Charred Machinery
- Electronegativity

1997
- 00/106
- The Piano Works 1
- 00/44

1999
- Construction
- 00/071: Piano
- 00/063: Piano
- Con/Solo/1
- 00/121: Piano
- 00/139: Concert
- Con/Solo/2
- Computer Jazz

2000
- The 88 Game
- 5.5.85 (Concert)

2001
- Conal2001
- Acon (amb Hans-Joachim Roedelius)
- 00/142-8 – MHz Records. Germany

2002
- Con '72

2003
- Live Action 1997
- Gold
- Contakt

2004
- Con '72 Part II

2005
- Mi.T.-Con 04 (amb Michael Thomas Roe)

2006
- Moon Mummy
- Zug
- Aquatic Vine Music (amb Michael Thomas Roe)
- Conviction
- Con 2+
- ElectroCon
- Klavierhelm
- Trigger Trilogy

2007
- Mic + Con 07 (amb Michael Thomas Roe)

2008
- Kluster 2007 (amb Michael Thomas Roe i Masato Ooyama)
- rare tracks 1979–1982 (amb Remixes per Dompteur Mooner) Erkrankung durch Musique Records
- 20070709 (amb Bernhard Woestheinrich)

2009
- Aquafit (amb Big Robot) – Karisma. Norway
- Kluster 2008: Three Olympic Cities Mix (amb Michael Thomas Roe i Masato Ooyama)
- Horror Odyssee (amb Big Robot) – TIBProd. Italy

2010
- Kluster 2009: Three Voices (amb Michael Thomas Roe i Masato Ooyama)

2011
- Consequenz 010B (amb Wolfgang Seidel) – Mirror Tapes
- Kluster CMO 2010 (amb Michael Thomas Roe i Masato Ooyama)
- Against The Grain (amb Håvard Tveito, Ole Christensen, Kjetil Manheim, Johannes Stockhausen Hektoen, Fredrik Owesen, Tord Litleskare, Nils Martin Haugfoss, Marius Håndlykken, Shawn Ytterland i Vigleik Skogerbø)

2012
- Endtime

2015
- GEN CON Barbarella (amb Gen Ken Montgomery, Arvo Zylo, Mama Baer, Kommissar Hjuler) – Psych.KG
- GEN CON FLUX (amb Gen Ken Montgomery i Mama Baer, Kommissar Hjuler) – Psych.KG
- genconhjulachinsky (amb Gen Ken Montgomery, Steve Dalachinsky i Kommissar Hjuler) – Psych.KG

2016
- Kontraktion (amb Pharmakustik) – Rotorelief. France

2018
- Extruder (amb Pharmakustik) – Rotorelief. France

2021
- Schubkraft (amb Pharmakustik) – Rotorelief. France